# Scarlett Von Wollenmann
Scarlett Wollenmann, nota anche con il solo nome Scarlett (Lucerna, 27 febbraio 1962), è una cantante britannica, ritiratasi a metà anni novanta.
Scarlett è un caso più unico che raro nel panorama internazionale anche attuale, ma soprattutto in quello vigente tra gli anni 1980 e '90; mentre i cantanti italiani sognavano di entrare nel mercato britannico, Scarlett ha fatto il contrario: in quegli stessi anni, in assoluta controtendenza, ha desiderato e ottenuto di lavorare in Italia e cantare in italiano con successo.

## Biografia
Scarlett Von Wollenmann nasce a Lucerna da madre britannica e padre svizzero. Comincia a cantare e a suonare fin dall'età di 14 anni nei locali di Londra. Debutta nel 1980 con il singolo Ventilation per la RCA. Nel 1982 per la Jet Record incide il brano Wild obsessions e nel 1984 pubblica Sad Songs on the radio su etichetta Lamborghini Records. Nei due anni successivi partecipa come corista agli album dei Living in a Box e Kissing the Pink, Sal Paradise, Boy George e partecipa al Live Aid. Autrice di canzoni, collabora con il batterista Martin "Red" Broad dei Sector 27 al testo del brano Living in the Underworld e ad altri testi che resteranno tuttavia inediti; scrive inoltre per diversi artisti europei ed americani, Listen to your heart per la cantante danese Gry e Innocent Girl per la cubana naturalizzata statunitense Ana Mia Rodriguez.

### Successo in Italia
Negli anni 80 collabora con importanti musicisti pop. Corista dapprima dei Living in a Box e successivamente dei Kissing the Pink, nel 1986 con questi ultimi arriva in Italia, dove conosce Scialpi. Nel 1988 duetta con lui nel singolo Pregherei (Let a day il titolo originale del brano scritto da Scarlett,  poi tradotto in italiano), brano vincitore del Festivalbar.
Inizia a lavorare come autrice con Migliacci e intraprende le tournée che la porteranno a cantare con Gianni Morandi e Riccardo Cocciante, con il quale duetta nel 1994 nel brano Io vivo per te inserito nell'album Un uomo felice. Si dedica con successo anche alla musica dance, sia come autrice sia come interprete, prestando la sua voce a diversi progetti quali Billy Preston nel brano Heroes del 1991, con i Dance Or Die nel brano The Galaxy of Love, con i Dilemma in In Spirit, e con Moratto in Radar System.
Nel 1991 scrive in collaborazione con Pino Donaggio, Vito Pallavicini e Bruno Ventura i brani This Love of Mine e Cin Cin, che entreranno a far parte della colonna sonora del film Cin cin di Gene Saks con Marcello Mastroianni e Julie Andrews. Nel 1992 torna al Festivalbar con la canzone Coprimi, di cui è anche autrice. Seguono collaborazioni artistiche con Mietta, per la quale scrive il testo della canzone Cambia pelle, inserita nell'album omonimo.

### L'incidente e l'interruzione della carriera
La sua carriera artistica si interrompe bruscamente nel novembre del 1995, in seguito ad un incidente automobilistico in cui riporta gravi conseguenze fisiche che la costringono su una sedia a rotelle. Viene ricoverata nella clinica di Nottwill, vicino a Lucerna. Seguono anni di riabilitazione e lenta riappropriazione della propria nuova vita. 
È Riccardo Cocciante che nel settembre del 1996 la riporta sul palco davanti a migliaia di persone. La cantante si esibisce nella Basilica San Pio X a Lourdes insieme ai musicisti Leonardo De Amicis, Roberto Gallinelli e lo stesso Cocciante. A fine anni novanta canta l'inno dell'Unitalsi Corri treno - La mia speranza, composto da Leonardo De Amicis con Massimo Bizzarri e appare per l'ultima volta sul piccolo schermo nel programma I fatti vostri. L'11 febbraio 2000 partecipa al concerto del Giubileo degli Ammalati cantando, davanti a Giovanni Paolo II, l'inno della Giornata del Malato, Amici, scritto e musicato da Massimo Bizzarri, Giuseppe Marcucci e Leonardo De Amicis.

## Discografia

### Singoli
- 1980 – Ventilation/Warm love
- 1981 - Hypnotised/ Warm love
- 1982 – Wild obsessions/Un coeur perdu
- 1984 – Sad Songs on the Radio/Love That's the strange one
- 1984 – Sisters under the Skin/This year's model
- 1992 – Coprimi/Cover me (RCA)
- 1995 – Galaxy of Love (con Dance or die)
- 1995 – Radar System (con Moratto)
- 2012 – In spirit (remixes) (con Lineki & Bern feat Dilemma)

### Compilations
- 1991 – Tchin Tchin (Pino Donaggio) con i brani This love of mine e Cin cin
- 1990 – Solo tu con il brano Pregherei (Let the Day)
- 1990 – Festivalbar Azzurro '92 con il brano Coprimi
- 1995 – Hardcore Compilation Vol. 7 con il brano Galaxy of Love
- 1995 – Dance Hits of July '95 con il brano Galaxy of Love
- 1996 - Moratto & Dj Ricci feat Scarlett - Eurouniverse

### Partecipazioni
- 1986 – Kissing the Pink Certain things are likely
- 1987 – Living in a Box Living in a box
- 1988 – Pregherei con Scialpi
- 1990 – Workstation feat Scarlett Wollenmann - The story is true
- 1991 – Dilemma - In spirit
- 1991 – Billy Preston - Heroes
- 1994 – Un Uomo Felice con Riccardo Cocciante - Io vivo per te
- 1995 – Morandi - 1995  (vocalist)
- 2000 – Amici
- 2000 – Corri Treno - La mia speranza - Inno Unitalsi